# 드래그 온 드라군 3
드래그 온 드라군 3(Drag-On Dragoon 3, ドラッグ オン ドラグーン3) 또는 드레이큰가드 3(Drakengard 3)는 액세스 게임스가 개발하고 스퀘어 에닉스가 플레이스테이션 3 전용으로 퍼블리싱한 액션 롤플레잉 비디오 게임이다. 드래그 온 드라군 시리즈의 세 번째 메인 게임이자 원작 게임의 전편이다. 이 게임은 시리즈의 나머지 부분과 마찬가지로 지상 기반 핵 앤 슬래시 전투와 공중 전투가 혼합되어 있다. 이야기는 노래를 통해 마법을 조종하는 여성 제로에 초점을 맞춘다. 제로는 미하일이라는 용과 협력하여 세계 지역을 지배하는 다섯 자매를 죽이기 시작했다. 그녀가 여행하는 동안 플레이어는 제로가 날뛰는 진정한 이유를 발견하게 된다.
하드코어 롤플레잉 게임 관객을 수용하기 위해 제작된 이 게임은 오리지널 드래그 온 드라군와 시리즈 스핀오프 니어 (비디오 게임)를 제작한 동일한 팀(프로듀서 시바 다카마사, 감독 요코 타로, 작가 나토리 사와코 포함)이 개발했다. 음악은 니어의 작곡가인 오카베 케이이치가 작곡했다. 시리즈의 이전 타이틀과 달리 팀은 회사의 액션 타이틀 개발 경험과 이전 드래그 온 드라군 게임의 게임 플레이에 대한 비판을 해결하려는 팀의 바람으로 인해 액세스 게임스에서 게임을 개발했다. 드래그 온 드라군 3는 일본에서는 긍정적인 평가와 판매가 엇갈렸고 서부에서는 엇갈린 평가를 받았다. 지상 기반 게임 플레이와 스토리는 일반적으로 칭찬을 받았지만 일반적인 비판에는 드래곤 게임 플레이, 그래픽 및 여러 기술적 문제가 포함되었다.

## 평가
| 평가 |        |
| --- | ------ |
| 통합 점수 통합사 점수 메타크리틱 61/100 [ 1 ] 평론 점수 평론사 점수 디스트럭토이드 8.5/10 [ 2 ] 유로게이머 5/10 [ 3 ] 패미츠 34/40 [ 4 ] 게임 인포머 6/10 [ 5 ] 게임스팟 7/10 [ 6 ] 게임스레이더+ [ 7 ] IGN 4.8/10 [ 8 ] |        |
| 통합 점수 |        |
| 통합사 | 점수   |
| 메타크리틱 | 61/100 |
| 평론 점수 |        |
| 평론사 | 점수   |
| 디스트럭토이드 | 8.5/10 |
| 유로게이머 | 5/10   |
| 패미츠 | 34/40  |
| 게임 인포머 | 6/10   |
| 게임스팟 | 7/10   |
| 게임스레이더+ | [ 7 ]  |
| IGN | 4.8/10 |